# Chi (giải phẫu học)

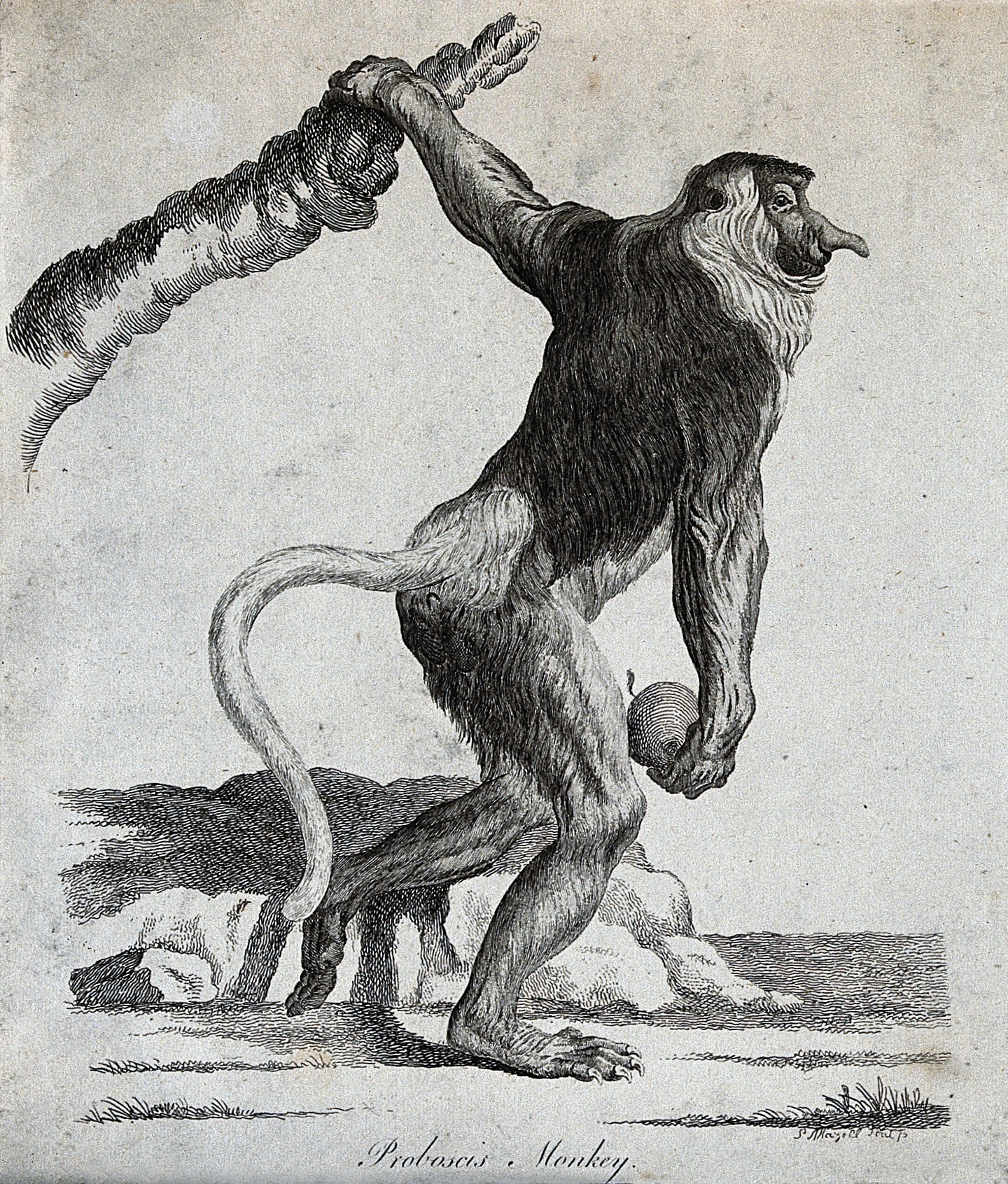
Khỉ Proboscis bám lấy cành cây bằng cánh tay (chi) của nó

Chi là một phần phụ của cơ thể con người hay các loài động vật khác. Nó có thể là bộ phận để quắp (như râu bạch tuộc hay đuôi khỉ new world). Hay như trong cơ thể con người, chi trên và chi dưới thường được gọi là cánh tay và chân. Cánh tay và chân thì được nối với thân mình.
Hầu hết các loài động vật sử dụng chi cho việc di chuyển, chẳng hạn như đi, chạy, hoặc leo. Một số loài động vật có thể sử dụng chi trước (ở con người là chi trên) để thực hiện và thao tác các vật. Một số loài khác cũng có khả năng sử dụng chi sau cho việc này.
Chân và bàn chân con người chuyên dụng cho việc di chuyển – trong khi đa số loài khác sử dụng cả bốn chi cho việc này. Cánh tay con người yếu hơn, nhưng nhờ sự năng động và dẻo dai cho phép chúng ta với tới phạm vi rộng cả về chiều dài lẫn góc độ, cùng với bàn tay khiến việc điều khiển và thao tác trở nên cực kì thuận lợi cho loài người.